# Hospital St. Gertraud

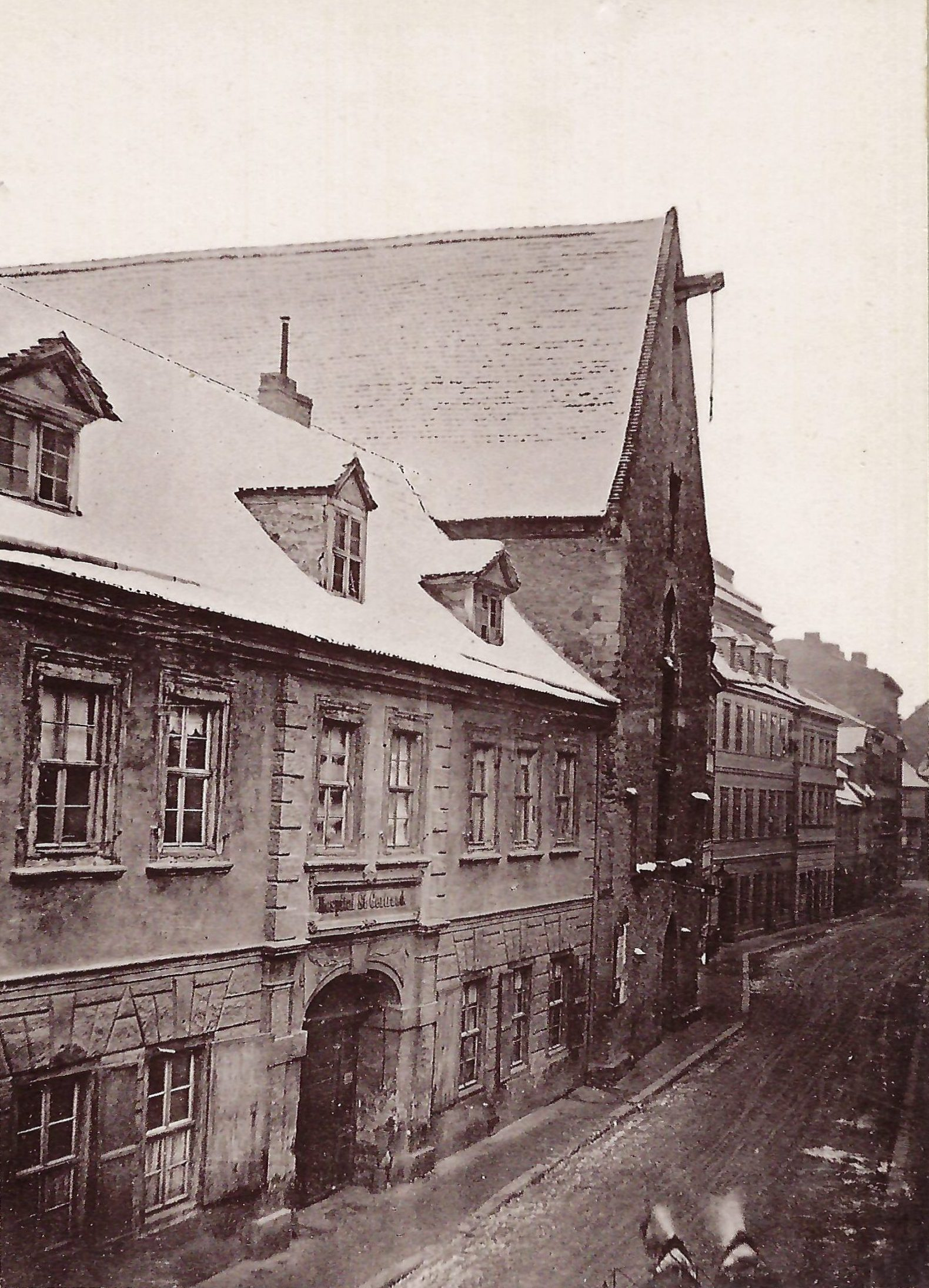
Blick auf das Hospital St. Gertraud vor 1879

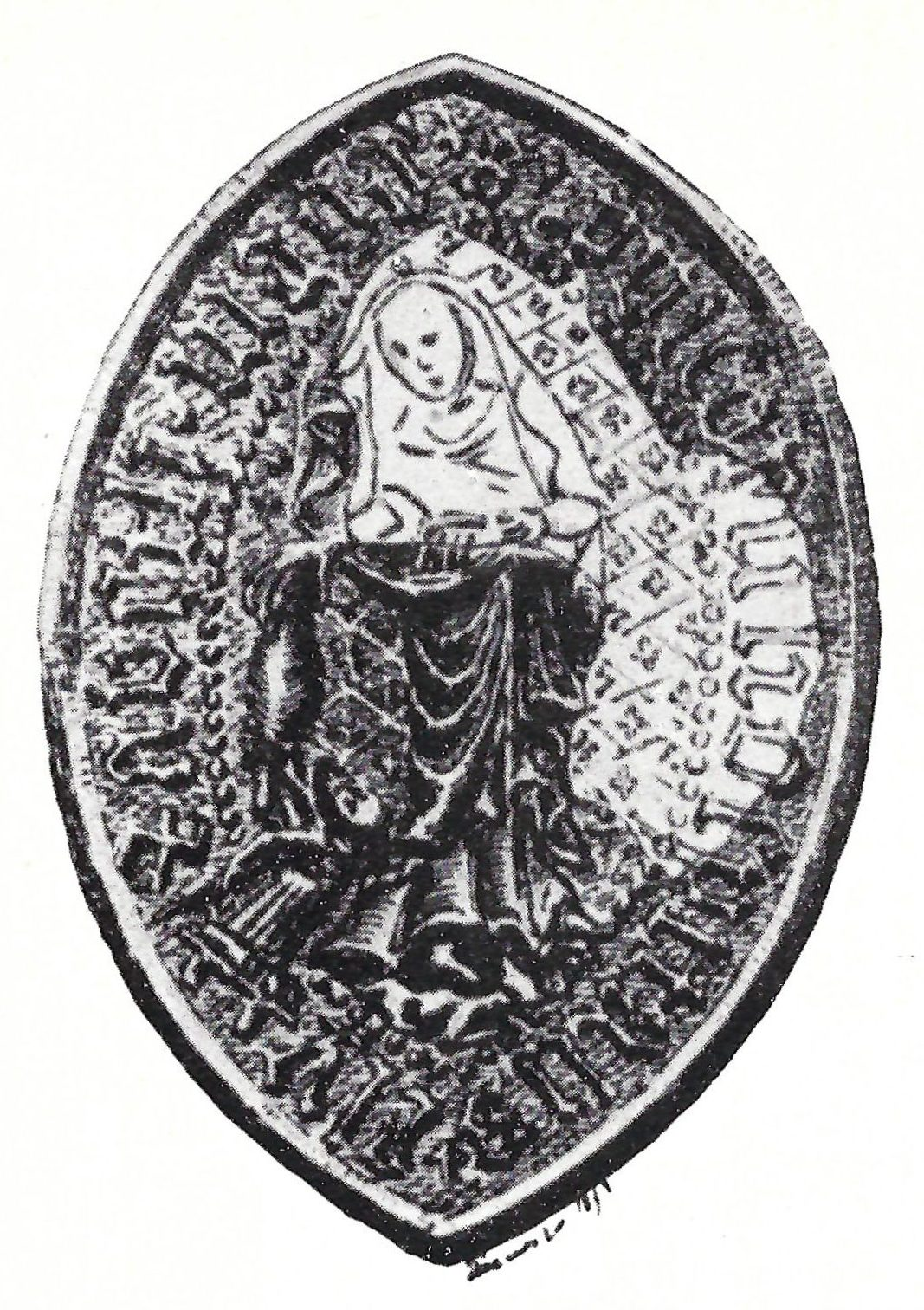
Siegel des Hospitals von 1437, noch unter dem Namen St. Elisabeth

Das Hospital St. Gertraud, auch als Kloster St. Gertraud bezeichnet, war ein historisches Gebäude in Magdeburg im heutigen Sachsen-Anhalt.

## Lage
Der Gebäudekomplex befand sich auf der Ostseite der Straße Knochenhauerufer in der Magdeburger Altstadt an der Adresse Knochenhauerufer 10 und 11, wobei sich an der Nummer 10 ursprünglich die Stiftskapelle und an der Nummer 11 das eigentliche Stiftsgebäude befand. Die Gebäude lagen etwas südlich der Johannisbergstraße. Unmittelbar südlich des Hospitals mündete die von Osten kommende Gertraudenstraße ein.
Heute befindet sich auf der Fläche der Parkplatz am Johannisberg bzw. der Bereich unterhalb der Neuen Strombrücke.

## Geschichte und Architektur
Die Gründung des Stifts erfolgte im Jahr 1427 durch die Knochenhauerinnung. Schon 1438 ging es jedoch an den Rat. Die weltliche Verwaltung wurde durch zwei vom Rat bestellte Bürger wahrgenommen. Die religiöse Aufsicht oblag dem Kollegium der nahen Johanniskirche. 
Zunächst trug das Stift den Namen Hospital St. Elisabet unter dem Ufer. Möglicherweise ist es im Zusammenhang mit den in dieser Zeit im deutschsprachigen Raum an vielen Orten entstehenden, nach der populären Heiligen Elisabeth von Thüringen benannten Elisabeth-Hospitälern zu sehen. Im Jahr 1454 wurde es erstmalig als Sankt Gertraud bezeichnet nach Gertrud von Nivelles. Der Name Elisabet hielt sich jedoch noch eine Weile. 1499 gibt es die Erwähnung als Hospital zu St. Gertrud und Elisabet, danach verschwindet der Name Elisabet.
Die große Stiftskapelle an der Ecke zur Gertraudenstraße war die St. Gertraudenkapelle. Im Volksmund hieß sie lange Eselskirche. Der Name ging auf den alten Namen der Gertraudenstraße, Eselsgasse, zurück. 
Bei der Zerstörung Magdeburgs 1631 wurde auch die Stiftskapelle zerstört. Sie wurde zwischen 1650 und 1660 wieder errichtet. Das Stift selber wurde als Armenhaus bezeichnet. Für den Zeitraum 1652/1653 zahlten die Einwohner Kornmesser Georg Teschner und Jonas Svenson einen Hausschoss.
Zum Hospital gehörte auch weiteres Grundvermögen. So fiel, wohl auf Grund einer alten Hypothek, bis 1666 das Grundstück Dreienbrezelstraße 8 an das Hospital, das zunächst vermietet und 1688 wieder verkauft wurde. Auch das Grundstück Stephansbrücke 35 gehörte zeitweise dem Hospital und wurde 1675 veräußert.
Im Hospital wohnte der zweite Diakonus der Johanniskirche. Neben üblichen Betstunden hielt der Diakonus einmal in der Woche für die Präbendaten in der Kapelle eine Predigt, bis 1681 die Pest ausbrach. Während der Pest diente das Hospital als Lazarett. Nach Ende der Pest wurden die Predigten zunächst nicht wieder aufgenommen. Am 24. Mai 1686 ordnete der Kurfürst Friedrich Wilhelm an, dass die Kapelle der Französisch-reformierten Gemeinde zur Verfügung zu stellen ist, bis die Gemeinde über eine eigene Kirche verfügt. Das Kollegium der Johanniskirche protestierte hiergegen und schlug vor, der französischen Gemeinde für deren Gottesdienste stattdessen das ehemalige Innungsgebäude der Knochenhauer alten Scharrns zu geben, das eigentlich von der Johannisgemeinde zum Prediger-Witwen-Haus umgebaut werden sollte. Am 26. Oktober 1686 bekräftigte der Kurfürst jedoch seinen ursprünglich Befehl. In der Zeit von 1687 bis 1710 wurde die Kapelle dann tatsächlich durch die französisch-reformierte Gemeinde Magdeburgs genutzt.
1708 ordnete der König dem Hospital den Bürgermeister der Stadt als Kommissarius bei. Die selbständige Verwaltung bestand jedoch wohl trotzdem fort.
Im Jahr 1734 befürchteten kirchliche Stellen, dass die Regierung beabsichtigen könnte, die Kapelle diesmal Katholiken der Garnison zur Verfügung zu stellen. Man veranlasste daher, dass wieder einmal in der Woche von einem Prediger öffentliche Betstunden abgehalten wurden. 1748 erhielt der Prediger den Klingelbeutelertrag.
Während des Siebenjährigen Kriegs übernahm das Militär die Kapelle und nutzte sie zur Lagerung von Effekten. Erst 1796 wurde sie wieder herausgegeben. Seitens des Rats wurde beschlossen, die Kapelle als Warenspeicher zu verpachten. Die Kriegs- und Domänenkammer war jedoch anderer Auffassung und forderte einen Verkauf. 1797 erwarb der Kaufmann Wolff als Meistbietender für 3100 Taler die Kapelle. Genutzt wurde die Kapelle als Speicher.
Über dem Hauseingang des Hospitals zum Knochenhauerufer befand sich die Inschrift:
1879, nach anderen Angaben um 1875, wurde die Kapelle jedoch abgerissen. Die Fläche wurde zur Erweiterung des St. Gertraudenstifts genutzt.
Noch bis zum Zweiten Weltkrieg wurde als Eigentümer des Komplexes das Hospital St. Gertraud genannt. Im Haus lebten Senioren. Das Hospital wurde während beim Luftangriff auf Magdeburg am 16. Januar 1945 während des Zweiten Weltkriegs schwer zerstört und später nicht wieder aufgebaut.